# أبيلاردو ريكو
أبيلاردو ريكو (بالإسبانية: Abelardo Rico)‏ هو لاعب رماية أرجنتيني، (و. 1889  م).

## وصلات خارجية
- أبيلاردو ريكو على موقع أوليمبيديا (الإنجليزية)